# Ecclesiasticum
Ecclesiasticum è un edificio storico e byggnadsminne situato nel centro di Uppsala, di fronte alla parete nord della Cattedrale di Uppsala. La facciata nord di Ecclesiasticum si affaccia su piazza Sant'Erik, mentre la facciata occidentale è adiacente a Konsistoriehuset.

## Storia
Lo scantinato dell'edificio è una delle costruzioni più antiche rimanenti in città, e venne realizzato inizialmente per livellare il terreno intorno alla cattedrale prima della costruzione della stessa, iniziata nel 1273. Nel 1665 la Chiesa richiese la demolizione di due edifici medievali decrepiti situati a nord della cattedrale, allo scopo di costruire un nuovo edificio per il capitolo ecclesiastico. La costruzione del nuovo edificio, Ecclesiasticum, iniziò immediatamente in seguito. Nel 1681 la costruzione venne completata, con un portico affacciato sul piazzale della cattedrale. Quando negli anni 1750 l'adiacente Konsistoriehuset venne ristrutturato, a seguito dell'incendio di Uppsala del 1702, la facciata di entrambi gli edifici venne rinnovata a rustico.
Nel 1837 il capitolo della cattedrale venne trasferito da Ecclesiasticum a Domkapitelhuset, a sud della cattedrale. Nel XX secolo Ecclesiasticum venne impiegato prima come ufficio pastorale e in seguito come cancelleria del decano, fino a quando venne venduto allo Stato nel 1996, che lo affittò all'Università di Uppsala, la quale ne fece uso fino a metà degli anni 2000, quando venne preso in affitto nuovamente dalla Chiesa. Nel 1935 Ecclesiasticum, insieme a Konsistoriehuset, divenne byggnadsminne.